# Hilda Reventlow
Hilda Louise Carolina Emma Adelheid Reventlow, född 14 augusti 1847 på Pugerup, Gudmundstorps socken, Malmöhus län, död 21 februari 1914 i Helsingborg, var en dansk-svensk grevinna, målare och tecknare.
Hon var dotter till godsägaren Einar Carl Ditlev Reventlow och grevinnan Hildeborg Sophie samt syster till Christian Reventlow. Hon studerade måleri i Köpenhamn och Dresden och bosatte sig efter studierna i Helsingborg på 1870-talet. Hon medverkade i ett par samlingsutställningar i Göteborg och ett flertal gånger i utställningar arrangerade av Konstföreningen för södra Sverige. Hon var representerad i utställningen Svensk konst i Helsingborg och i Föreningen Svenska Konstnärinnors utställning på Lunds universitets konstmuseum. Hennes konst består av blomsterstilleben, porträtt, interiörer och figurer utförda i pastell eller svartkrita.